# Owen Harper
Owen Harper es un personaje de ficción interpretado por Burn Gorman en la serie Torchwood, un spin-off de la popular serie Doctor Who. Aparece en todos los episodios de las dos primeras temporadas y muere al final de la segunda.
Owen trabajaba como oficial médico para Torchwood Tres. Es un personaje narcisista y mujeriego con una larga lista de amantes, incluyendo a dos de sus colegas Gwen Cooper y Suzie Costello, aunque se mantuvo indiferente a los afectos proporcionados por su otra colega, Toshiko Sato. Franco y muy seguro de sí mismo, no teme mostrar su descontento sobre las decisiones tomadas por Jack Harkness.

## Historia del personaje
Pasó a ser parte de Torchwood tras perder a su novia, Katie, que fue poseída por un parásito alienígena, y gracias a su inteligencia y determinación Jack Harkness lo reclutó al equipo, aunque este acepto a regañadientes. Ha tenido romances con dos de sus colegas de trabajo, Suzie Costello y Gwen Cooper, pero se mantuvo ajeno, ya fuera por ignorancia o no, a los afectos de su colega Toshiko Sato.
Owen es asesinado a tiros por el Dr. Aaron Copley, protegiendo de esta manera a Martha Jones de recibir la bala en su lugar. No estando dispuesto a dejarlo morir, Jack logra localizar un misterioso guante de la resurrección para devolverle la vida a Owen. Sin embargo, este guante funciona de una forma completamente diferente a la esperada, dejándolo en un estado de muerto en vida. La desesperación de Owen por su estado de "zombie", le lleva a la depresión e incluso al suicidio, pero descubre que no funciona.
A pesar de su angustia existencial para enfrentar la vida después de la muerte, Owen vuelve a morir por segunda vez, cuando queda atrapado en un accidente nuclear. Esto ocurre al mismo tiempo que Toshiko muere de una herida de bala, y ella y Owen pasan sus últimos minutos lamentando nunca haber formado una pareja.

## Concepto y creación
El director de casting Andy Pryor reveló que originalmente se buscaron actores "atractivos" para interpretar el papel de Owen, pero se dieron cuenta de que necesitaban a alguien más "debilucho" para que contrastara con la imagen de John Barrowman. Burn Gorman fue finalmente elegido para el papel al lograr impresionar a Pryor con su trabajo en Bleak House y en el escenario.
El personaje fue recibido negativamente por algunos críticos, quienes criticaron sobre todo su personalidad desagradable y su comportamiento en el transcurso de la primera temporada.